# Ponedera
Ponedera is een gemeente in het Colombiaanse departement Atlántico. De gemeente telt 18.430 inwoners (2005).
Baranoa
· Barranquilla
· Campo de la Cruz
· Candelaria
· Galapa
· Juan de Acosta
· Luruaco
· Malambo
· Manatí
· Palmar de Varela
· Piojó
· Polonuevo
· Ponedera
· Puerto Colombia
· Repelón
· Sabanagrande
· Sabanalarga
· Santa Lucía
· Santo Tomás
· Soledad
· Suan
· Tubará
· Usiacurí